# Henri Ribière
Pour les articles homonymes, voir Ribière.
Cet article possède des paronymes, voir Henri Rivière et Marcel Julien Henri Ribière.
Henri Ribière, né le 27 décembre 1897 à Montluçon (Allier) et mort le 25 avril 1956 à Paris, est un homme politique et résistant français, membre de la SFIO, de Libération-Nord et du Conseil national de la Résistance, député socialiste de l'Allier en 1945-1946, directeur général du SDECE de 1946 à 1951.

## Biographie

### Origines familiales et jeunesse
Henri Alexis Ribière est issu d'une famille modeste, son père étant simple employé à l'abattoir de Montluçon.[réf. nécessaire]
Le 31 décembre 1914, à l'âge de 18 ans, il s'engage pour prendre part à la Première Guerre mondiale, devançant l'appel de quelques mois. Affecté au 295e régiment d'infanterie en janvier 1915 comme soldat, il monte au front en avril 1915. Il est nommé caporal en septembre 1916.
Sa bravoure au combat lui vaut la médaille militaire (1916) et la croix de guerre 1914-1918 avec trois citations, dont deux à l'ordre de l'armée (1916 et 1917) et une à l'ordre du corps d'armée (1917). Par ailleurs il est grièvement blessé en Alsace en 1917 par éclat de grenade.
Il est ensuite employé dans une société de crédit à Montluçon dont il est licencié à cause de ses activités syndicales.

### L'entre-deux-guerres
Henri Ribière quitte alors Montluçon et s'installe à Vitry-sur-Seine où il entre à la Sûreté nationale (police).
Il retourne à Montluçon pour travailler avec le député-maire socialiste de la ville Marx Dormoy, avec lequel il est ami. Quand celui-ci remplace Roger Salengro (qui vient de se suicider), comme ministre de l'Intérieur du gouvernement de Léon Blum en novembre 1936, Ribière devient son chef de cabinet adjoint.
Il est ensuite nommé secrétaire général de la préfecture de l'Ardèche, entrant ainsi dans le corps préfectoral, puis est détaché à la Caisse de crédit aux départements et aux communes.

### La Résistance (1940-1944)
En 1940, le gouvernement de Vichy le relève de ses fonctions. Il se replie alors à Moulins (Allier) en zone Sud, non loin de la ligne de démarcation. Dès août 1940, il entre dans la Résistance en prenant contact avec les parlementaires socialistes qui ont refusé les pleins pouvoirs au maréchal Pétain. Son expérience dans la police, dans le corps préfectoral et ses relations politiques, ainsi que son goût du secret, vont alors lui permettre de jouer un rôle important.
En décembre 1940, Henri Ribière organise la première rencontre entre les syndicalistes qui mettent sur pied Libération-Nord et deviennent les pionniers du socialisme clandestin. Il appartient au groupe assurant la direction du mouvement, sous l'égide de Christian Pineau.
Le gouvernement de Vichy, ignorant son activité de résistant, le reclasse comme conseiller à la préfecture de Caen, poste dont il démissionne en juin 1942, officiellement pour raisons de santé. Suspecté, il passe dans la clandestinité, prenant la tête du mouvement Libération-Nord à partir du voyage de Christian Pineau à Londres (été 1942). Son appartement parisien est perquisitionné en octobre 1942, sans résultat.
Lors de la création  à Paris du Comité d'action socialiste unifié (18 juin 1943), il devient membre du comité exécutif et responsable de la propagande dans la zone Nord. Il représente aussi Libération-Nord au Conseil national de la Résistance.
La Libération
Durant les journées qui précèdent la libération de Paris (août 1944), il est de ceux qui s'efforcent d'éviter le déclenchement prématuré d'une insurrection dans Paris. Il s'oppose aux représentants du Parti communiste et à ceux du Front national, en se prononçant pour une trêve lors des premiers combats. Le 20 août 1944, il participe à la prise de l'Hôtel de ville, puis du ministère de l'Intérieur.

### L'après-guerre (1944-1946)
Après la Libération, il est l'un des reconstructeurs de la SFIO ; il siège au Comité directeur à partir de novembre 1944, pratiquement jusqu'à sa mort. Il est désigné par le CNR pour siéger à l'Assemblée consultative provisoire et fait alors partie de plusieurs commissions : France d'outre-mer, Intérieur, Santé publique ainsi qu'à la commission d'enquête sur les fournitures de papier de presse.
En mai 1945, son frère René est élu maire de Montluçon, tandis que lui est élu conseiller municipal. En octobre 1945, il est élu député de l'Allier dans la première Assemblée nationale constituante. La liste SFIO qu'il conduit arrive en tête dans le département. Mais il se révèle avoir peu de goût pour la fonction : il siège aux Commissions de l'Intérieur, de l'Algérie, de l'Administration générale, départementale et communale et des Règlements, mais n'intervient pas à l'Assemblée et ne dépose aucun texte. Il est réélu en juin 1946 (seconde Constituante) mais ne se représente pas en novembre (Législative).

### La Quatrième République
De 1946 à 1951, il est le directeur général du SDECE, le service français de contre-espionnage. Il aura notamment comme directeur de cabinet, François Thierry-Mieg, vétéran du Bureau central de renseignements et d'action (BCRA). Ribière sera ultérieurement victime d'un accident de voiture qui le laisse entre la vie et la mort.
En 1951, en raison de la rupture entre la SFIO et le MRP et la fin de la Troisième force, il est nommé directeur de l'Office national des anciens combattants et victimes de guerre, un poste moins politique. Comme il est très affaibli par son accident et par un cancer du cerveau, son adjoint Gilbert Burlot assure en pratique la direction de l'Office. 
Il meurt de son  cancer en avril 1956 et des obsèques officielles sont organisées dans la cour de l'Hôtel des Invalides.
Marié à Claire Pourrat, il a eu deux enfants, dont l'un, Jean (1922-1944), est mort à la suite d'une méprise entre FFI au moment de la libération de Montluçon, à Durdat-Larequille.

## Distinctions
- Grand officier de la Légion d'honneur à titre militaire (décret du 26 janvier 1956)[5]
- Médaille militaire (rang du 4 septembre 1916)[5]
- Croix de guerre 1914-1918, palme de bronze (3 citations, dont 2 à l'ordre de l'armée et 1 à l'ordre du corps d'armée)[1]
- Médaille de la Résistance française avec rosette (décret du 24 avril 1946)[6]
- Commandeur de l'ordre du Mérite combattant, de droit en tant que directeur de l'office national des anciens combattants et victimes de guerre et donc membre du conseil de l'ordre (1953)[7]
- Croix du combattant volontaire 1914-1918[1]
- Croix du combattant
- Insigne des blessés militaires (1 blessure le 23 mai 1917 par éclat de grenade)[1]
- Médaille commémorative de la guerre 1914-1918
- Médaille interalliée de la Victoire
- Médaille commémorative française de la guerre 1939-1945

## Hommages
- Rue Henri-Ribière dans le 19e arrondissement de Paris.
- Crèche Henri-Ribière dans le 19e arrondissement de Paris.
- Rue Henri-Ribière à Équeurdreville-Hainneville (Manche).
- Rue Henri-et-René Ribière à Montluçon (1996).
- École Henri-Ribière au Grand-Quevilly (Seine-Maritime).